# Seznam indijskih fotomodelov
Seznam indijskih fotomodelov.

## D
- Dino Morea

## J
- John Abraham

## M
- Milind Soman

## N
- Nafisa Joseph